# 냇 애덜리
냇  애덜리(Nat Adderley, 1931년 11월 25일 ~ 2000년 1월 2일)는 미국의 코넷 연주자이다. 형으로 색소폰 연주자인 캐넌볼 애덜리가 있다.